# Residencial Costa Blanca

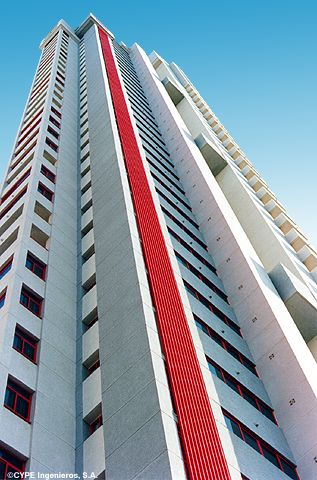
Costa Blanca 1, parte trasera.

El Residencial Costa Blanca (anteriormente Torres Soinsa) es un complejo de dos rascacielos, denominados Costa Blanca 1 y Costa Blanca 2. El primero es el más alto con 116 metros de altura ubicado en Benidorm (Alicante). Con 36 plantas, se sitúa en la zona de Los Juzgados. Se caracteriza por un frontal ancho y un lateral muy estrecho. Emplean los colores blanco y gris para las fachadas y el color rojo característico de los cerramientos. Destaca por su elevada ratio de esbeltez de 1:13 (ratio altura/diámetro = 116 m / 8,5 m = 13).